# Toshiki Yui
Toshiki Yui (唯 登詩樹) est un mangaka né en 1956 au Japon. Il a dessiné des mangas érotiques, comme Hot tails, et on retrouve souvent de jolies filles peu vêtues voire dénudées dans ses œuvres. Il utilise beaucoup l'ordinateur pour dessiner ses planches.